# Trottel
Trottel steht für ‚schwachsinniger Mensch‘ und bezeichnet in abfälliger Rede eine einfältige, dumme oder ungeschickte Person.

## Ursprung und Varianten
Die Benennung stammt aus dem Bairisch-Österreichischen und war ursprünglich im Alpenraum geläufig, wo sie einen Menschen mit täppischem Gang bezeichnete. Als Ausdruck für einen ‚missgestalteten Schwachsinnigen‘ oder ‚an Kretinismus Leidenden‘ wurde sie in der ersten Hälfte des 19. Jahrhunderts in die deutsche Literatursprache übernommen und in den folgenden Jahrzehnten in ihrem Bedeutungsspektrum erweitert, sodass generell einfältige, willensschwache und ungeschickte Menschen als Trottel bezeichnet werden konnten.
Die Etymologie ist unklar. Möglicherweise ist das Wort eine Invektive auf den unbeholfenen, schwerfälligen Gang solcher Personen und geht auf das Verb trotten (langsam gehen) zurück, ähnlich wie das im österreichischen Deutschen für trottelige Frauen geläufige Wort Trampel auf trampeln verweist. Im Basler Dialekt bezeichnet Drotli einen langsamen Menschen. 
Zugehörige Adjektive sind etwa trottelig und vertrottelt.
Es gibt viele Abwandlungen der Bezeichnung, die je nach regionalen und dialektalen Eigenheiten variieren können. Häufig werden auch Steigerungsformen wie Volltrottel, Obertrottel oder Megatrottel verwendet.
Der Ausdruck Dorftrottel bezeichnet einen ortsbekannten Sonderling, der unter Umständen leicht geistig behindert ist.

## Trivia
Der Dampftriebwagen der BBÖ DT 1 hatte wegen der Abkürzung und seines Einsatzes auf ländlichen Nebenstrecken den Spitznamen Dorftrottel.